# Luca Paterio
(Luca Paterio, Trattato delle virtù e dei vizi)
Luca Paterio (fl. XIV secolo) è stato un saggista italiano.

## Biografia
Paterio fu un saggista e probabilmente anche un predicatore ligure del XIV secolo, autore del Trattato delle virtù e dei vizi per conto della Compagnia di San Paolo di Genova. Altra opera nota del Paterio è il trattato De la femina bonna et de la rea. La sua opera, che non si distingueva per originalità, si rivolgeva ad un pubblico di artigiani e borghesi privi di una buona preparazione teologica.

## Opere
- Trattato delle virtù e dei vizi
- De la femina bonna et de la rea